# Ptychoglossus bicolor
Ptychoglossus bicolor är en ödleart som beskrevs av Werner 1916. Ptychoglossus bicolor ingår i släktet Ptychoglossus och familjen Gymnophthalmidae. IUCN kategoriserar arten globalt som sårbar. Inga underarter finns listade i Catalogue of Life.
Arten förekommer i bergstrakter i Colombia. Den vistas i regioner som ligger 1500 till 2100 meter över havet. Individerna lever i fuktiga bergsskogar.